# أوتيس أديلبيرت كلاين
أوتيس أديلبيرت كلاين (بالإنجليزية: Otis Adelbert Kline) (1 يوليو 1891، شيكاغو في الولايات المتحدة - 24 أكتوبر 1946 في الولايات المتحدة)؛ روائي أمريكي.

## روابط خارجية
- أوتيس أديلبيرت كلاين على موقع IMDb (الإنجليزية)